# Astragalus gracaninii
Astragalus gracaninii là một loài thực vật có hoa trong họ Đậu. Loài này được Micevski miêu tả khoa học đầu tiên.